# Flyadeal
Flyadeal  (arabiska: طيران أديل, IATA: F3, ICAO: FAD), av bolaget skrivet flyadeal, är ett saudiarabiskt lågprisflygbolag med bas på Jiddas internationella flygplats. 
Flygbolaget grundades år 2016 som  dotterbolag till flygbolaget Saudia och började flyga mellan Jidda och Riyadh den 23 september 2017. Bolaget, som först enbart flög inrikes, utökade sitt linjenät med internationella destinationer år 2021.
Flynas har 32 plan av typerna Airbus A320-200 och Airbus 320neo (2023).

## Incidenter
Den 10 februari 2021 skadades ett av bolagets flygplan på flygplatsen i Abha av en drönare då flygplatsen anfölls av huthirebeller från Jemen.